# Alpinaria
Alpinaria is een monotypisch geslacht van schimmels behorend tot de familie Melanommataceae. De typesoort is Alpinaria rhododendri.